# Ceratopipra rubrocapilla
El saltarín cabecirrojo sureño (Ceratopipra rubrocapilla), también denominado saltarín de cabeza roja (en Perú), es una especie de ave paseriforme de la familia Pipridae perteneciente al género Ceratopipra. Es nativo de América del Sur.

## Distribución y hábitat
Se distribuye en el este del Perú, norte de Bolivia, Brasil al sur del río Amazonas (hacia el este hasta el norte de Maranhão, al sur hasta Rondônia y centro sur de Mato Grosso, también una población aislada en el litoral de Brasil, desde Pernambuco al sur hasta Río de Janeiro).
Esta especie es considerada locamente común en sus hábitats naturales; los estratos medio y bajo de selvas húmedas de «terra firme», hasta los 500 m s. n. m. de altitud.

## Sistemática

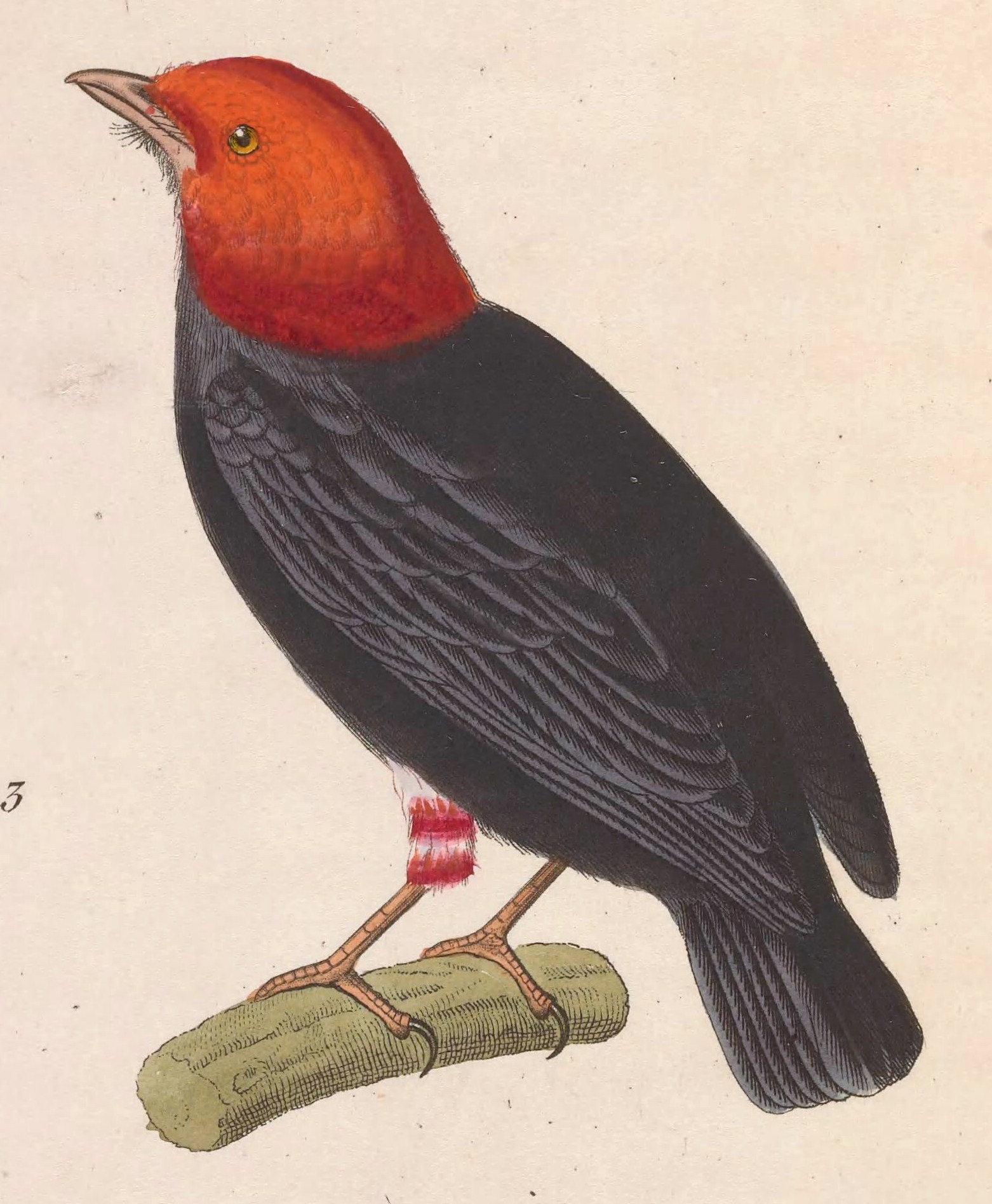
Pipra rubrocapilla, ilustración de Huet y Prêtre para Nouveau recueil de planches coloriées d'oiseaux, 1838.

### Descripción original
La especie C. rubrocapilla fue descrita por primera vez por el naturalista neerlandés Coenraad Jacob Temminck en 1821 bajo el nombre científico Pipra rubro-capilla; la localidad tipo es «Bahía, Brasil».

### Etimología
El nombre genérico femenino «Ceratopipra» es una combinación de la palabra del griego «keras, keratos» que significa ‘cuerno’, y del género Pipra, los manaquines; y el nombre de la especie «rubrocapilla», se compone de las palabras del latín «ruber» que significa ‘rojo’, y «capillus» que significa ‘de cabeza’.

### Taxonomía
Los datos genéticos indican una relación próxima con Ceratopipra chloromeros, y estas dos siendo hermanas del par formado por C. erythrocephala y C. mentalis. Es monotípica.